# Энрикес, Джой
Джой Чэ́рити Энри́кес (англ. Joy Charity Enriquez; род. 6 июня 1978, Уиттиер, Калифорния) — американская певица и актриса

.

## Биография и карьера
Джой Чэрити Энрикес родилась 6 июня 1978 года в Уиттиере (штат Калифорния, США). Начиная с 5-летнего возраста, Энрикес зарекомендовала себя как певицу, выступая в своём детском саду.
Джой начала свою музыкальную карьеру в 1989 году, выиграв на американском музыкальном телешоу «Поиск звезды». С 2001 по 2003 год Энрикес сыграла Джой Рейес в шести эпизодах телесериала «Седьмое небо», а в 2003 году — Мэри в фильме «В погоне за Папи».
С 4 апреля 2004 года Энрикес замужем за музыкальным продюсером Родни Джеркинсом, который работал над её дебютным альбом. У супругов есть четверо детей: сын Родни Дэвид Джеркинс-младший (род. 28 мая 2008), дочери Хевенли Джой Джеркинс (род. 17 ноября 2009) и Ханна Джой Джеркинс (род. 19 октября 2012), и сын Ройал Дэвид Джеркинс (род. 19 сентября 2014).